# Heinrich Franz von Bombelles
Heinrich Franz hrabě von Bombelles (francouzsky Henri-François comte de Bombelles) (26. července 1789 Versailles – 31. března 1850 Savenstein, Kraňsko, dnes Boštanj, Slovinsko) byl rakouský šlechtic, rakouský diplomat francouzského původu. Od roku 1805 sloužil v c. k. armádě a jako důstojník byl účastníkem napoleonských válek. Po Vídeňském kongresu působil v rakouské diplomacii, byl vyslancem v Rusku, Portugalsku a italských státech. V letech 1836–1848 byl vychovatelem pozdějšího císaře Františka Josefa.

## Biografie

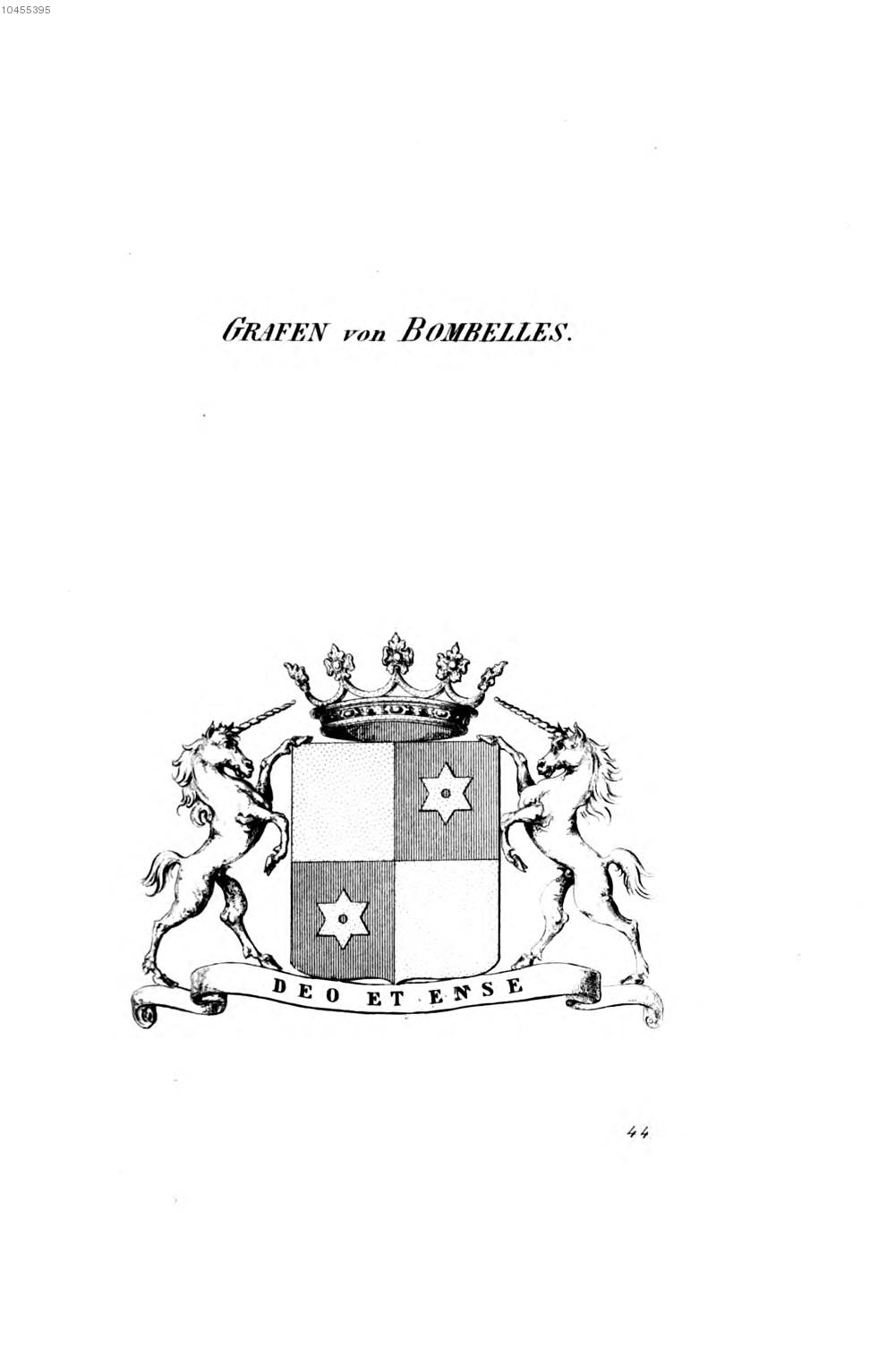
Erb rodu Bombellesů

Pocházel ze staré francouzské šlechtické rodiny portugalského původu, která po Velké francouzské revoluci emigrovala do Rakouska. Narodil se na zámku Versailles jako nejmladší ze tří synů diplomata markýze Marca Marie de Bombelles (1744–1822) a jeho manželky Marie-Angélique de Bombelles, rozené baronky de Mackau (1762–1800). Po přesídlení rodiny do Rakouska vstoupil Heinrich v šestnácti letech do rakouské armády a již v roce 1805 se zúčastnil války proti Francii. V následujících mírových letech sloužil u 32. pěšího pluku v Petrovaradínu. Ve válce roku 1809 bojoval v bitvách u Aspern a Esslingu a dosáhl hodnosti kapitána. Po válce byl přidělen k 29. pěšímu pluku na Moravě. V roce 1813 bojoval v bitvě u Lipska a poté doprovázel generála Merveldta s diplomatickým poselstvím do Londýna. V závěrečném tažení proti napoleonské Francii v roce 1815 byl pobočníkem arcivévody Ferdinanda d'Este.
Po skončení napoleonských válek se dlouhodobě věnoval diplomacii, v roce 1815 byl legačním radou v Lisabonu a v letech 1816–1827 byl ve stejné funkci zástupcem velvyslance v Petrohradě Ludwiga Lebzelterna. V letech 1827–1828 byl rakouským vyslancem v Lisabonu. V letech 1831–1836 byl vyslancem v Sardinském království se sídlem v Turíně, odkud od roku 1832 vykonával i kompetence diplomatického zastoupení pro Parmské vévodství. V roce 1836 byl povolán do Vídně, kde převzal výchovu synů arcivévody Františka Karla, tedy i pozdějšího císaře Františka Josefa. Františka Josefa a jeho bratry doprovázel na jejich první vzdálenější cestě z Vídně do Tyrolska a Bavorska. Jako společník dospívajících arcivévodů (ve Dvorských schematismech uváděn pod španělským výrazem ajo) setrval u dvora až do vypuknutí revoluce v roce 1848, kdy císařskou rodinu doprovázel do Innsbrucku.
V roce 1848 odešel do soukromí, pobýval v Meranu, Bad Ischlu a Brixenu. V roce 1849 koupil panství Stavenstein (dnešní Boštanj ve Slovinsku), kde o rok později zemřel.

## Tituly a ocenění
Jako příslušník starého šlechtického rodu byl v roce 1815 jmenován c. k. komořím a později ve funkci vychovatele v císařské rodině obdržel titul c. k. tajného rady s nárokem na oslovení Excelence (1836). Během diplomatické služby získal několik vyznamenání od zahraničních panovníků. Mimo jiné byl také čestným členem Akademie Tiberina v Římě.
- velkokříž Řádu sv. Mořice a Lazara (Sardinie)
- velkokříž Konstantinova řádu sv. Jiří (Parma)
- komandér Řádu věže a meče (Portugalsko)
- Řád svatého Vladimíra III. třídy (Rusko)
- rytíř Řádu meče (Švédsko)

## Rodina
Během působení v Lisabonu se seznámil s Angličankou Sophií Fraserovou (1804–1884), dcerou britského generála v portugalských službách Sira Henryho Davida Frasera (1762–1810). Vzali se v roce 1828, Sophie byla později c. k. palácovou dámou a dámou Řádu hvězdového kříže. Z manželství se narodily čtyři děti. Starší syn Markus (1830–1906) vyženil s hraběnkou Ferdinandou Draškovićovou majetek v Chorvatsku a usadil se na zámku Opeka. Mladší syn Karl Albert (1832–1889) sloužil u c. k. námořnictva, dosáhl hodnosti viceadmirála a v letech 1877–1889 byl nejvyšším hofmistrem korunního prince Rudolfa. Starší dcera Luisa (1836–1921) byla manželkou poslance říšské rady hraběte Richarda Clam-Martinice (1832–1891), mladší dcera Sophie (1843–1928) se provdala za pozdějšího hornorakouského místodržitele barona Viktora Puthona (1843–1919).
Měl dva starší bratry, Ludwig (Louis, 1780–1843) působil také v rakouské diplomacii, byl dlouholetým vyslancem v Sasku, Toskánsku a Švýcarsku. Prostřední z bratrů Karl Renatus (Charles-René, 1785–1856), sloužil v rakouské armádě, později byl nejvyšším hofmistrem a nakonec třetím manželem bývalé francouzské císařovny Marie Luisy.